# Abraham ben Meir ibn Ezra

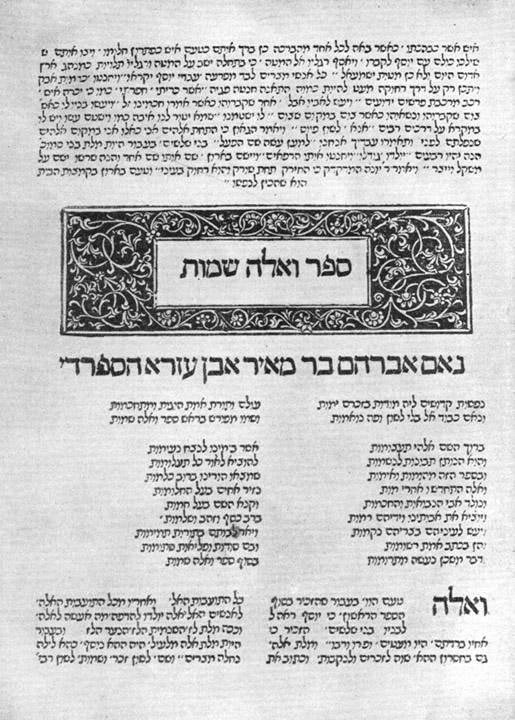
Libro del Éxodo comentado por Aben Ezra y publicado en 1488.

El rabí Abraham ben Meir ibn Ezra, conocido también como Aben Ezra o Esra, Abraham Judaeus, Abendre y Avenara, y calificado como el Sabio, el Grande, el Admirable, (Tudela; 1092-Calahorra; 1167, Reino de Navarra,  también se supone que murió en una aldea de Israel, Kabul) fue un destacado intelectual judío andalusí.
Hombre polifacético, destacó en poesía, filosofía, gramática, cábala, medicina, matemática y astronomía. Ibn Ezra fue además, a su pesar, un notable viajero; con motivo de la invasión almohade hubo de abandonar al-Ándalus hacia 1140 y viajó por el norte de África, Egipto, Israel, Italia, Francia e Inglaterra antes de intentar regresar a la península, sin que haya constancia de que efectivamente pudiera haberlo conseguido.

## Vida
Según José María Millás Vallicrosa, Aben Ezra nació en Tudela en 1092, aunque otros consideran 1089. Es en esta ciudad donde permanecerá hasta su juventud. Ubicado en un entorno judío, recibirá allí una enseñanza de los diferentes ámbitos de las culturas judía y árabe.
Antes de 1119, cuando Alfonso I de Aragón tomó Tudela, Ibn Ezra partió de su localidad, en un errante viajar que le llevaría, primeramente, por diversas zonas de la península, y posteriormente a lugares más alejados.
Pasó por Toledo (entonces parte del reino de Castilla), por el cual siguió hacia el sur, donde visitó Córdoba, Lucena, Granada y Sevilla, ciudades del reino Almohade, conociendo a varios ilustres pensadores judíos con los que mantendría relación, y logrando ocupar algún cargo relevante. Especial relación fue la que tuvo, en Granada, con Yehudah Ben Samuel Halevi.
Más tarde viajaría Ibn Ezra por el norte de África, donde fue testigo del gobierno almohade. También presenciaría las matanzas de judíos que se desarrollarían en Marruecos y Al-Ándalus, así como la destrucción de algunas comunidades.
En 1140 (o 1139) se dirigió a Roma, pasando por la península. En bastantes de sus obras refleja las desdichas que le ocurrieron en su paso por la península, y el dolor que sintió al abandonarla. Seguramente fue debido a los acontecimientos que recaían sobre los judíos que tuviera que alejarse del territorio de la península ibérica; como les pasó a otros ilustres judíos (por ejemplo, Yehuda ben Samuel Halevi, que marchó a Oriente, acompañado, precisamente de un hijo de Ibn Ezra).
Permaneció en Roma alrededor de cinco años, y es allí donde redactó los comentarios al libro del Eclesiastés y al de Job. Después se retiró a Lucca, donde continuó dedicándose a la exégesis del libro de Isaías y al Pentateuco. Tras pasar por Pisa, se instaló en Mantua, donde en 1146 escribió su obra considerada hoy más relevante sobre gramática de la lengua hebrea, el Sefer Saḥot. Más adelante lo encontramos en Verona, donde escribiría el Sefer ha-'Ibbur, obra sobre el calendario, el Sefer ha-Mispar, sobre aritmética, y el Safah Berurah, otro tratado gramatical de cierta consideración. Se marchó de Italia hacia los años 1147-1148.
Pasó a Provenza, donde se estableció en Béziers. Aquí escribiría el Sefer ha-Shem. Los viajes que realizó por Francia resultaron muy fructíferos, pues durante los cuales retomó su actividad exegética con el Éxodo, el libro de Daniel, los Salmos, los libros de los Profetas Menores, el libro de Ester, y el Cantar de los Cantares. Fue testigo en esta ocasión de la Segunda Cruzada. Más tarde se quedaría en Ruan, dedicándose a traducir obras árabes.
De Ruan se trasladó a Inglaterra en 1158. Durante su estancia escribiría el Sefer Yesod Mora ve-Sod ha-Tora, que trata sobre los mandamientos de la Biblia, y el Iggeret Shabbat, sobre el Shabat. Se desconoce cuánto tiempo permaneció en Inglaterra. Después volvería a Narbona.
Falleció hacia los años 1165-1167. No se sabe si en Calahorra según Millás; según otros, en Rodas, según un reciente descubrimiento también se baraja la posibilidad de que falleciera en Safed.

## Obra
Ibn Ezra fue uno de los más destacados literatos hebreos del medievo, y sus comentarios a la Biblia hebrea o Tanaj se distinguen por su erudición y originalidad; su empleo de métodos gramaticales para la exégesis del sentido del texto preludia la actividad de la crítica textual moderna. Además del comentario completo al Tanaj recogido en el Sefer ha-Yashar, publicado poco antes de su muerte, comentó los Salmos y varios de los libros de los Profetas. Llegaron a imprimirse sus Comentarios sobre los Libros Santos (Venecia, 1526) en 24 libros, que fueron muy leídos y reimpresos después parcialmente en Constantinopla (1532), París (1556, 1563, 1570) y Utrecht (1556), aunque la parte dedicada al Pentateuco fue ya impresa en 1488 de manera independiente en Nápoles, en una edición que hoy es muy rara de encontrar. Realizó también muchas obras sobre diversas materias, entre las que cabría señalar el primer intento de sistematización de la gramática hebrea.
Sus libros fueron muy leídos durante la Edad Media y son objeto de otros comentarios. Sus interpretaciones filosóficas revelan la influencia del neoplatonismo. Otros escritos suyos hablan de temas tan diversos como las matemáticas, la astronomía, la medicina, la filosofía y la astrología. También escribió poesía, tanto profana como religiosa, en un hebreo de gran belleza.
También fue reconocida su labor astronómica, que incluyó desde tablas de posiciones estelares conocidas como Luhot hasta un Sefer ha-'Ibbur sobre el calendario, el Keli ha-Nejoshet sobre el uso del astrolabio y la traducción de obras astrológicas de Mashallah. Al latín fueron vertidos sus Fundamenta tabularum astronomicarum (1154).
Escribió además una obra moral, Hay ben Meqitz (que se traduce por Vive el hijo que resucitó; el Libro de los seres animados, en el que se prueba la existencia de Dios por la perfección estructural de los vivientes, obra escrita en árabe y traducida al hebreo por Jacob ben Alphander.
Su poesía religiosa es de carácter litúrgico, pero también profana de tema amoroso y burlesco, aunque se le tiene por un poeta bastante frío; sin embargo destaca su poema Maadanne Melech (Delicias del rey), en que analiza en setenta y tres versos el juego del ajedrez. Sus Rimas y poemas fueron traducidos al alemán por Rosín, en 1885.

## Eponimia
- En el año 1934, se decidió llamar en su honor «Abenezra» a un cráter de impacto lunar.[6]